# Gunther Stent
Gunther S. Stent (nascido Gunther Siegmund Stensch; Treptow, Berlim, 28 de março de 1924 – Haverford, Pensilvânia, 12 de junho de 2008) foi um biólogo molecular e neurocientista estadunidense.
Foi membro da Academia de Artes e Ciências dos Estados Unidos (1968), da Academia Nacional de Ciências dos Estados Unidos (1982), da American Philosophical Society (1984) e da Akademie der Wissenschaften und der Literatur.

## Obras
- Molecular biology of bacterial viruses, Freeman, San Francisco 1963
- Molecular Genetics. An introductory narrative, Freeman, San Francisco 1971
- com James D. Watson, John Cairns (Ed.): Phage and the Origins of Molecular Biology. Cold Spring Harbor Laboratory Press 1966, 1992, 2007
  - em alemão: Phagen und die Entwicklung der Molekularbiologie. Ed. e um dos tradutores. Erhard Geissler. Akademie-Verlag, Berlim 1972
- com Kenneth J. Muller, John G. Nicholls: Neurobiology of the leech. Cold Spring Harbor Laboratory 1981, e 2010 ISBN 1936113090
- Nazis, Woman and Molecular Biology. Memoirs of a lucky self-hater, Kensington, Kalifornien, Briones Books 1998 (Autobiografia)
- com Max Delbrück: Wahrheit und Wirklichkeit. Über die Evolution der Erkenntnis, Rasch und Röhring 1986 (original em inglês: Mind rom matter ? An essay on evolutionary epistemology, Palo Alto 1986)
- Paradoxes of progress, Freeman, San Francisco 1978
- The coming of the golden age. A view of the end of progress, American Museum of Natural History 1969
- Editor: Morality as a biological phenomenon. Report of the Dahlem Workshop on Biology and Morals, November 1977, Berkeley, University of California Press 1980
- Paradoxes of free will, Transactions of the American Philosophical Society, Volume 92, 2002
- Ethische Dilemmas der Humanbiologie, Mannheimer Forum 82/83
- Die Autonomie des Menschen. Komplexität und Komplementarität des Geistes, Mannheimer Forum 92/93
- com Judith Martin: Bioetikette. Über Anstand und gute Manieren in der Wissenschaft, Mannheimer Forum 96/97